# Francisco Corzas Chávez
Francisco Corzas Chávez (* 4. Oktober 1936 in Mexiko-Stadt; † 15. September 1983 ebenda) war ein mexikanischer Maler und Lithograf.

## Leben
Corzas Eltern stammten aus der Stadt Quecholac/Puebla und lebten bereits in Mexiko-Stadt, als er zur Welt kam. Er studierte von 1951 bis 1955 Malerei an der Escuela Nacional de Pintura, Escultura y Grabado „La Esmeralda“ in seiner Heimatstadt und anschließend für drei Jahre Freskenmalerei und Aktmalerei in Italien. In Europa ließ er sich stark von den dortigen Kunstrichtungen der verschiedenen Epochen beeinflussen. 1958 gewann er in Rom den Internationalen Preis der Kunstfestival der Via Margutta und erlangte dadurch internationale Bekanntheit. In Mailand fand in der Galleria Trentadue seine erste Einzelausstellung statt. Zudem beteiligte er sich an verschiedenen Gruppenausstellung.
1973 malte er einige Ölbilder für den Vatikan, zudem einige Lithografien, unter anderem in der Grafiche Caprini zu Rom und in der Mailänder Grafiche di Upiglio. 1967 lernte er seine langjährige Lebensgefährtin Bianca Dall’Occa Orsi kennen. Bevor er nach Mexiko zurückging arbeitete er in New York in einem Lithografiestudio. 1962 erhielt er eine Ehrenerwähnung des Salón de la Plástica Mexicana und stellte zunächst in der Galería Misrachi aus. Als Stipendiat der französischen Regierung ging er für ein Jahr nach Paris. 1976 erhielt er ein Stipendium der mexikanischen Fundación Cultural Televisa. Insgesamt nahm Corza an 43 Gruppenausstellungen weltweit teil. Er war auch Mitglied der Gruppe Los Interioristas.